# Jean-Paul Heuchel
Jean-Paul Heuchel est un homme politique français né le 24 juin 1799 à Cernay (Haut-Rhin) et décédé le 28 janvier 1851 à Cernay.
Médecin à Cernay, il est député du Haut-Rhin de 1848 à 1849, siégeant avec les républicains modérés du parti du National. 

## Sources
- « Jean-Paul Heuchel », dans Adolphe Robert et Gaston Cougny, Dictionnaire des parlementaires français, Edgar Bourloton, 1889-1891 [détail de l’édition]
- Denis Ingold et Jean Sutter, « Jean-Paul Toussaint Heuchel », in Nouveau dictionnaire de biographie alsacienne, vol. 16, p. 1569